# Длинноногая тиркушка
Длинноногая тиркушка (Stiltia isabella) — вид птиц семейства тиркушковых.
Вид распространён в Австралии. Размножается в засушливых внутренних районах от юго-западной части штата Квинсленд до северной Виктории и через центральную Австралию до региона Кимберли в Западной Австралии. Зимует в Индонезии и Новой Гвинее.
Тело длиной 19—24 см, размах крыльев 50—60 см, масса 55—75 г. Стройная птица с длинными ногами, длинными заострёнными крыльями и коротким клювом. Голова, шея, грудь и верхняя часть тела коричневые. Крылья чёрные. Подбородок и горло белые, грудь — песчано-коричневая. Клюв ярко-красный с чёрным основанием.
Питается насекомыми, на которых охотится в полёте. Сезон размножения приходится на период между сентябрём и мартом. Гнездится на скалистых берегах рек. Гнездо представляет собой ямку на земле, иногда окружённую камнями и ветвями, но без выстилки. В кладке два—три яйца защитного цвета. Птенцы покидают гнездо сразу после вылупления.